# Anagrus flaviapex
Anagrus flaviapex (лат.) — вид хальцидоидных наездников рода Anagrus из семейства Mymaridae. Паразиты яиц насекомых.

## Распространение
Юго-Восточная Азия: Индия, Камбоджа, Китай, Таиланд, Южная Корея, остров Рождества (Австралия).

## Описание
Мелкие хальцидоидные наездники, отличающиеся следующими признаками: коричневого цвета насекомые, скапус усика, скутеллюм, проподеум и вершина брюшка жёлтые; соотношение антенномеров (F1=1) — 5.8: 2.2: 1: 2.8: 3.2: 3.5: 3.2: 3.3: 6.3; соотношение длины яйцеклада к длине передней голени — от 2.1 до 2.3.
Длина тела около 1 мм. Усики нитевидные. По числу сегментов антенн наблюдается половой диморфизм: жгутик самок 6-члениковый (усики 9-члениковые) и у самцов жгутик 11-члениковый (усики 13-члениковые). Лапки состоят из 4 сегментов. Четыре перепончатых крыла (задняя пара меньше передней) с полностью редуцированным жилкованием. Брюшко стебельчатое.
Эндопаразиты на яйцах насекомых: Amrasca biguttula biguttula Shiraki
(=Empoasca devastans Distant), Empoasca lybica, ? Watara sudra (Cicadellidae), ? Sogatella furcifera (Delphacidae). Вид был впервые описан в 1998 году, а его валидный статус подтверждён в 2015 году в ходе мировой ревизии рода, проведённой российско-американским гименоптерологом Сергеем Владимировичем Тряпицыным (Entomology Research Museum, Department of Entomology, Калифорнийский университет в Риверсайде, Калифорния, США).